# Camp del Serni
El Camp del Serni és un antic camp de conreu modernament convertit en planter del terme municipal de Monistrol de Calders, al Moianès.
Està situat al nord-oest del poble de Monistrol de Calders, a la dreta del Calders. El travessa pel bell mig la carretera B-124, aproximadament en el punt quilomètric 33,5. És molt característic en el seu entorn; antigament la carretera hi estava emmarcada per plàtans, i el paratge era d'una gran bellesa.